# Єрмаков Юрій Володимирович
Юрій Володимирович Єрмаков (3 вересня 1970) — український гімнаст, призер Олімпійських ігор.
Бронзову олімпійську медаль Юрій Єрмаков виборов на Олімпіаді в Атланті в командній першості в складі збірної України.